# 成り木責め
成り木責め（なりきぜめ）とは、柿、栗、梅など果樹（成り木）について行われる豊作祈願の習俗である。1月14日あるいは1月15日（小正月）に行われることが多い。
地域によっては、生り木責め、生木責め、木脅し、木まつり、キマジナイ、ナレナレ、「成るか成らぬか」などとも呼ばれる。
子供を含む数名によって行われる。一人が鉈をかまえて成り木の前に立ち「成るか成らぬか。成らねば切るぞ。」と脅す。それに対して成り木役（子供である場合が多い）が「成ります。成ります。」と答え、豊作を約束する。実際に鉈で木に小さな傷をつける場合、さらにはその傷に小豆粥を塗りつける場合もある。

## 日本国外での例
マレーシアのセランゴール州、南スラヴォニア、ブルガリア、シチリアなど、アジアからヨーロッパまで同様の行事が行われている。
中国では嫁樹、割樹などと呼ばれ、北魏の『斉民要術』、明代の植物書『汝南国史』に似たような風習が記載されている。中国において分類分けが行われており、(1)嫁樹は、刃物で果樹を傷つける儀式、(2)問樹は、果樹役が豊作を約束する儀式、(3)餵樹は、果樹の切り口に粥を塗る儀式の3種である。

## 効果について
傷をつけることで、栄養が地下に行かなくなるという説がある。
パパイヤで実のならないオスの木の根を切るなどの刺激を与えると実のなるメスの木になるとされる。そのほかにもイチイなどのオスの木が何かしらの環境の変化で、果実が付くメスの木になる例がある。
果樹ではないが、シイタケやナメコなどの一部のキノコに雷のような刺激を加えると収量が増えることが報告されている（原木栽培で叩く刺激でキノコの出来を促進する方法をしけ打ち、打木刺激という）。ダイコンでも電撃を加えると芽が早く出る事が報告された。